# Municipio de Zacapu

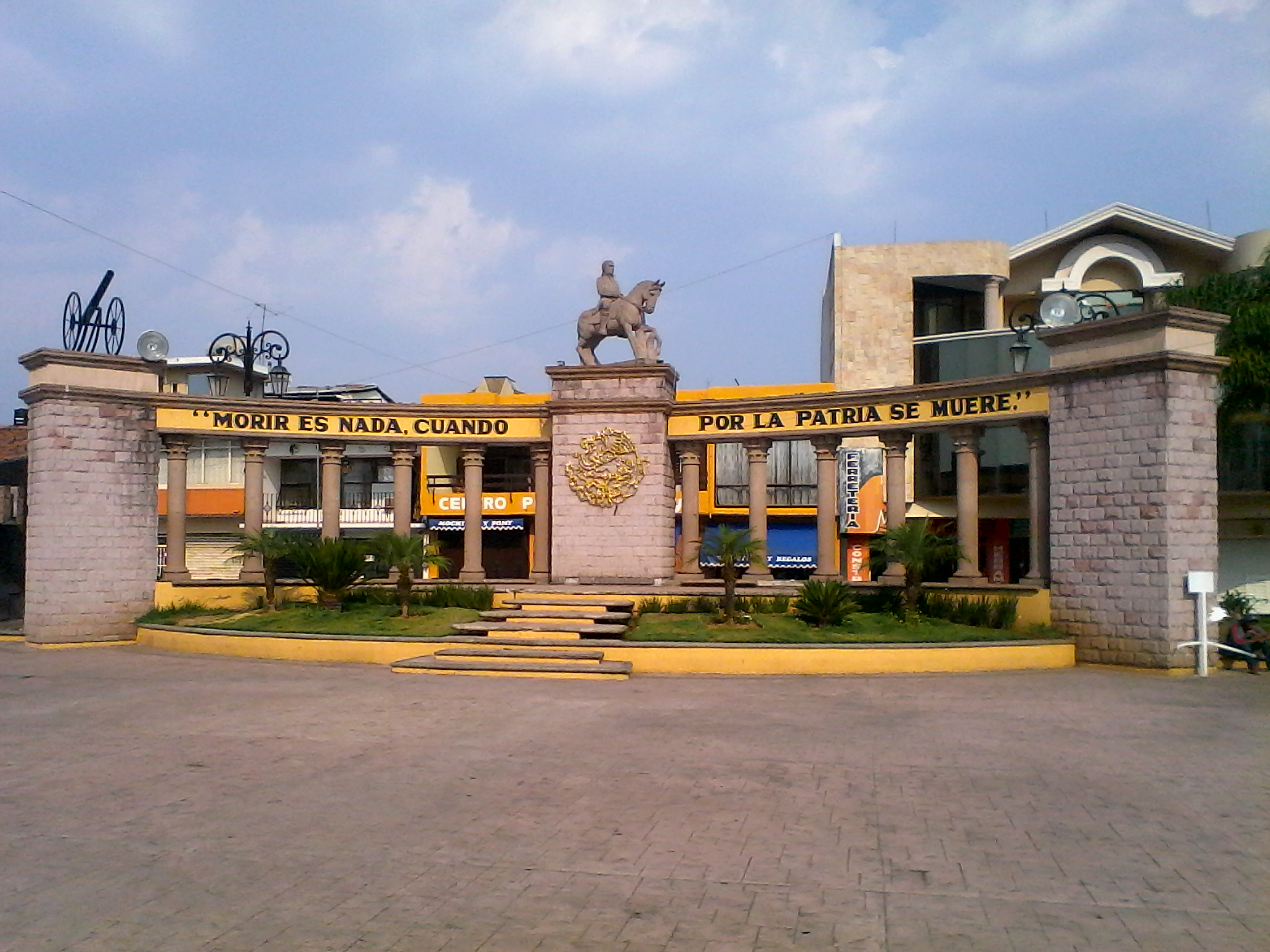
Monumento a Morelos en Zacapu.

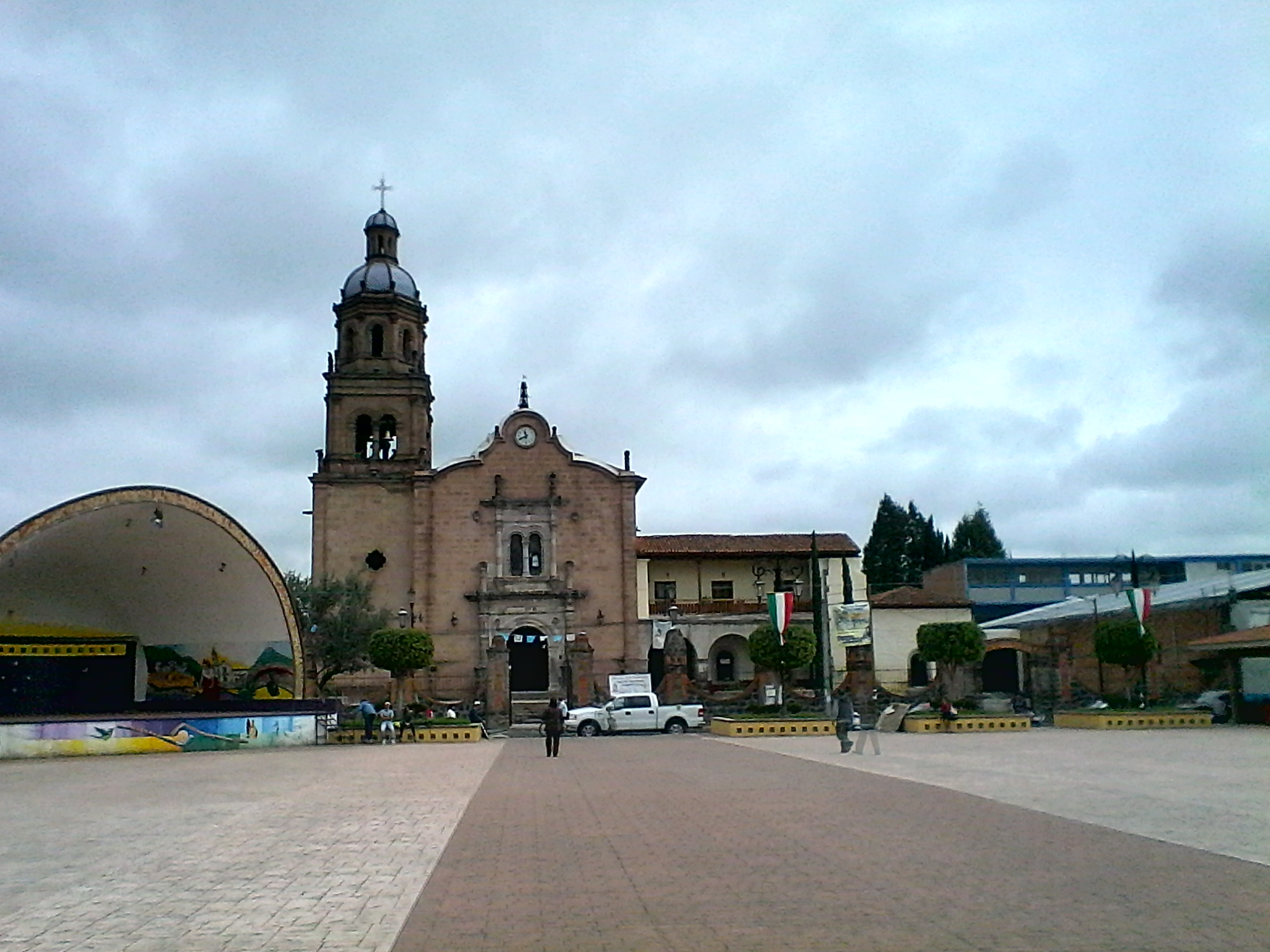
Templo de Santa Anna y Concha Acústica.

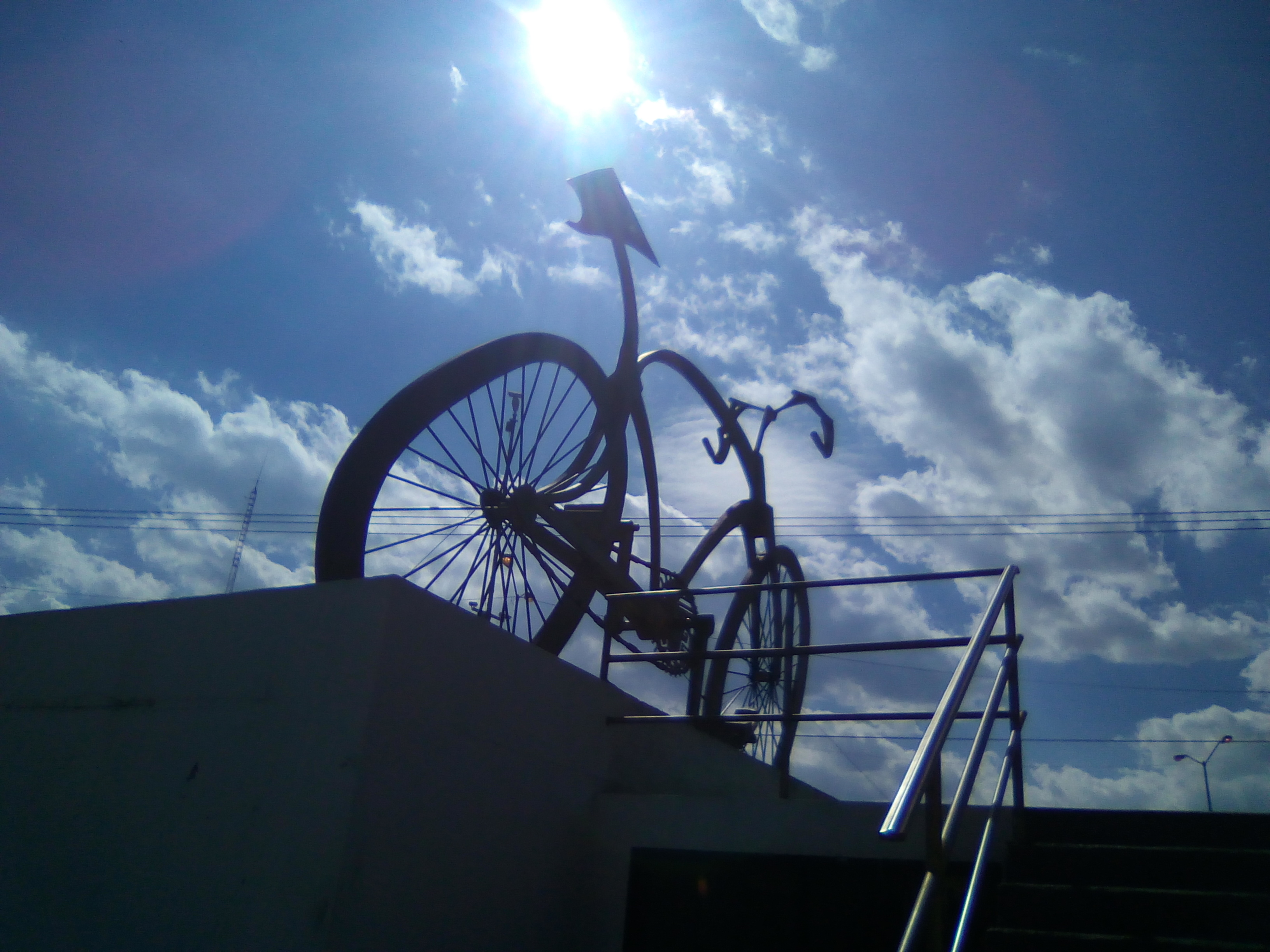
Monumento a la Bicicleta en Zacapu

El municipio de Zacapu es uno de los 113 municipios en que se encuentra dividido el estado mexicano de Michoacán de Ocampo. Su cabecera es la ciudad homónima. Se localiza a 61 km de Pátzcuaro y a 80 km de la capital del estado, Morelia.

## Escudo
|  | El escudo de Zacapu está blasonado así: El Escudo está acuartelado en cruz, que es la participación de más armónica plasticidad en la heráldica civil. En el primer cuartel, en campo de gules, que denota fortaleza, victoria, osadía, se encuentran los petroglifos de la cultura purépecha, que se localizan al pie de lo que fuera el atrio del gran Cué en la zona arqueológica de «La Crucita», sitio a donde cada año venía el emperador a rendir culto a la Madre Cueropperi (la Naturaleza) y a Querenda-Angápeti (el padre Sol, bajo su doble aspecto de peña totémica y de astro del día y de la luz). En el segundo cuartel, en campo de oro, que en la heráldica simboliza nobleza, riqueza, poder, luz, constancia y sabiduría, y en colores naturales. El Fuerte de Jaujilla, como símbolo de participación de Zacapu, no sólo en la lucha por la Independencia de México, sino en todas las luchas que nuestra Patria ha sostenido en la búsqueda de una sociedad cada vez más justa. En el tercer cuartel, en campo de gules y en colores naturales, el aspecto agropecuario, representado por el campo labrado en que se utiliza el tractor como símbolo de progreso; la planta de maíz y el producto ya empacado. Al fondo destaca la silueta del majestuoso cerro de El tecolote, a cuya sombra ha nacido, crecido y progresado Zacapu. En el cuarto cuartel, en campo de oro, la simbología sugiere la industria, que en armónica unión con el esfuerzo de los trabajadores, busca y va logrando el ascenso permanente por la ruta del progreso. El escudo tiene el espacio que separa los cuarteles, en plata, que significa la felicidad. Alrededor le ornan lambrequines de oro como hojas de acanto estilizadas. Bajo el escudo está el listón con vuelo ascendente, en el que se lee: «ZACAPU, MICH». |

## Toponimia
Cecilio Robelo, en su obra Toponimia Tarasco-Hispano-Nahoa indica que proviene del purépecha y que la expresión Tzacapu haracucuaro se traduce como ‘Cantera donde sacan piedra’. Otros autores señalan la grafía Tzakápu para el vocablo purépecha que significa ‘piedra’.

## Geografía
El municipio de Zacapu se encuentra localizado en el norte del estado de Michoacán. Tiene una extensión aproximada de 455 km², que representan el 0.77 % del territorio estatal.
Limita al norte con los municipios de Purépero, Tlazazalca, Penjamillo, Panindícuaro y Jiménez; al este con los municipios de Jiménez y Coeneo; al sur con los municipios de Coeneo, Erongarícuaro, Nahuatzen y Cherán; al oeste con los municipios de Cherán, Chilchota y Purépero.
Forma parte de la Región 2. Bajío y del Bajío zamorano.
Según la clasificación climática de Köppen el clima de Zacapu corresponde a la categoría Cwa, (subtropical con invierno seco y verano cálido).
Su relieve lo constituyen el Eje Neovolcánico y los cerros del Tecolote, la Caja y Tule. La hidrografía se constituye principalmente por el río Angulo, Laguna de Zacapu y Zarcita, manantiales y numerosos canales de riego.

### Geología
El aspecto geológico de Zacapu se puede sintetizar con la descripción de dos regiones con características diferentes:
- La región lacustre, formada en el Cuaternario tardío, de permeabilidad baja, compuesta en su superficie y hasta un espesor de 2m de arcilla negra expansiva de alta plasticidad. Bajo esta capa encontramos conglomerados lacustres con un espesor medio de 30 m y más abajo materiales volcánicos como basaltos, rocas ígneas extrusivas de color negro y materiales pétreos como gravas y arenas.

- La región serrana y del Malpaís, está formada en todo su volumen por materiales volcánicos como basaltos, rocas ígneas extrusivas de color negro y materiales pétreos como gravas y arenas. Son típicos del Eje Nevolcánico los montes y cerros con una capa delgada de tierra vegetal de 1.5 m de espesor y enseguida espesores importantes de materiales volcánicos, tezontles, rojo y negro, gravas, arenas y material piedra braza.

### Laguna

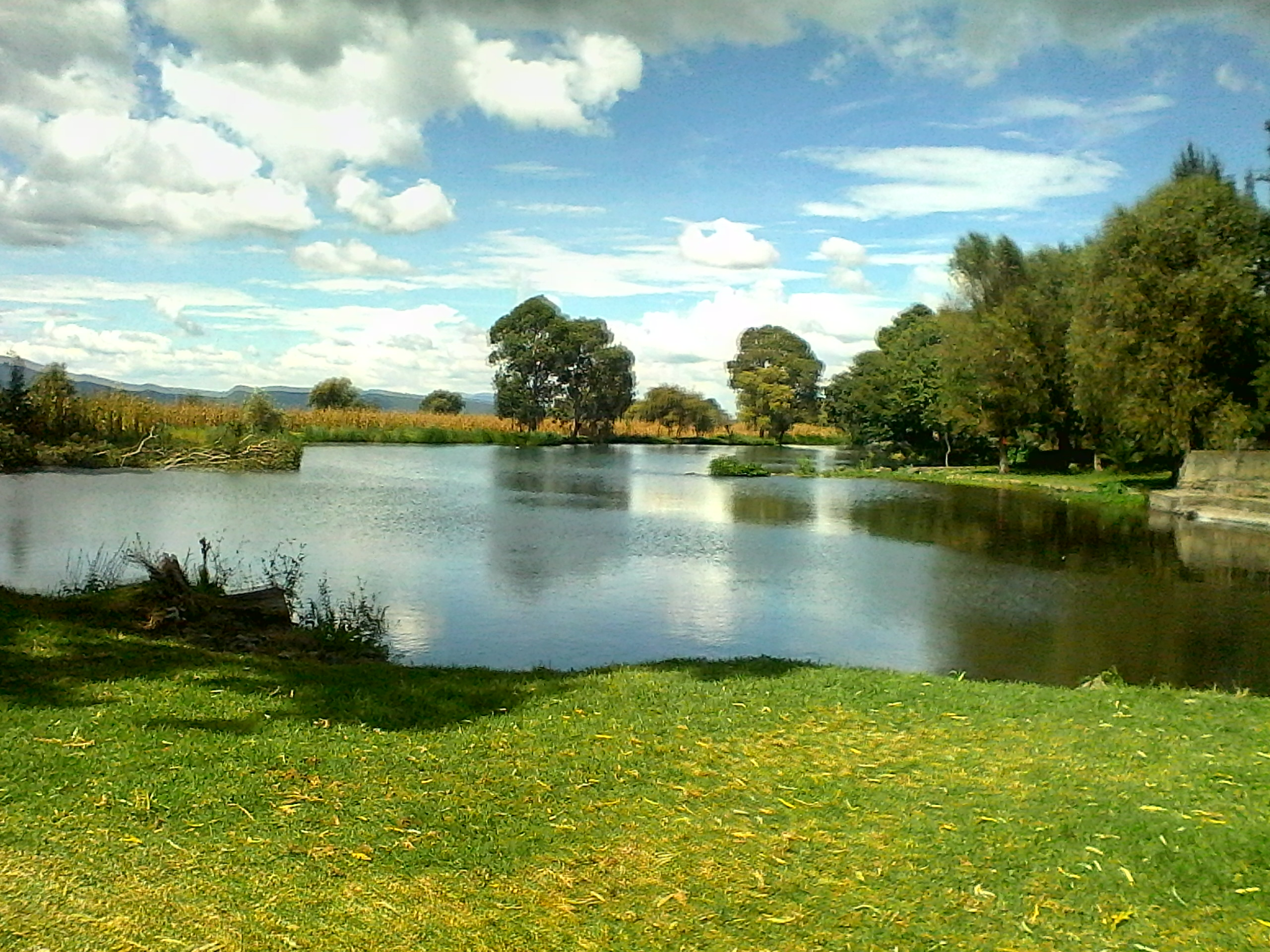
Manantial del Río Angulo en Tarejero.

Como información adicional, la Laguna de Zacapu está ubicada a una altitud de 1980 m. El 7 de febrero de 2003 fue declarada área natural protegida (ANP) sujeta a preservación ecológica; la superficie de embalse de la laguna es de 21 661.59 metros cuadrados, con una longitud máxima de 634.55 m, una anchura máxima de 414.4 m y un perímetro de 2173.68 m, en el levantamiento del ayuntamiento es de 399 685.74 m²,  esto incluye a las zonas pantanosas, el manto freático es a menos 0.60 metros de profundidad en época de lluvias y a 1.50-2 metros en temporada seca, en la vegetación alrededor de la laguna se encuentran el sabino, el sauce llorón, el carrizo, el tule así como lirio y la lentejilla. En lo que respecta a la fauna terrestre y acuática se encuentran, patos, gansos, garzas, gorriones, pelícanos blancos, Martín pescador, pescado blanco, carpa, chehua, ranas, tortugas y almejas.

## Historia

### Periodo precortesiano
Cerca del siglo XI de nuestra era, llegó a Michoacán una tribu chichimeca, capitaneada por un guerrero-sacerdote llamado Hireti-Ticátame y compuesta por cuatro grupos, cuyo lazo de unión era la veneración de un dios al que llamaban Curicaueri. Los purépechas llegaron hasta Michoacán, estableciéndose en un lugar al que llamaron Tzacapu-Maruati (piedra preciosa); para los zacapenses, ambos términos resultan familiares, pues nuestra ciudad se llama Zacapu y en ella existe el barrio de Maruata. Los recién llegados entraron en contacto con los habitantes de Naranxan, lugar ubicado a la orilla de un lago y poblado por gentes que, suponen los historiadores, formaban una tribu avanzada del mismo grupo, ya que hablaban el mismo idioma y adoraban también al sol. No tardaron en surgir dificultades entre los purépechas y los vecinos de Naranxan, que originaron el aniquilamiento del lugar y la asimilación de sus habitantes al grupo purhépecha.
Según el libro Tzacapu: las piedras universales de Cayetano Reyes, el significado que tenía Tzacapu entre su población era el de símbolo del centro del universo ya que representaba a las piedras del centro universal. Significado e imagen que inculcaban de Tzacapu entre los michoacanos del siglo XVI.
La historia purépecha explicaba que Tzacapu simbolizaba el recinto de las divinidades supremas y las piedras que representaban el centro rector del universo. Los narradores oficiales exponían que Tzacapu era el lugar donde vivía Querenda Angápeti, ‘la gran piedra’, la cual contenía a la máxima autoridad, al gran dirigente que se encargaba de reverenciar y venerar a las divinidades del sol y del fuego, al intermediario que abogaba en pro del hombre entre las divinidades y los muertos; sobre la gran piedra se encontraba al agente que comunicaba al hombre con el cielo y el mundo subterráneo.

### Esplendor de Zacapu

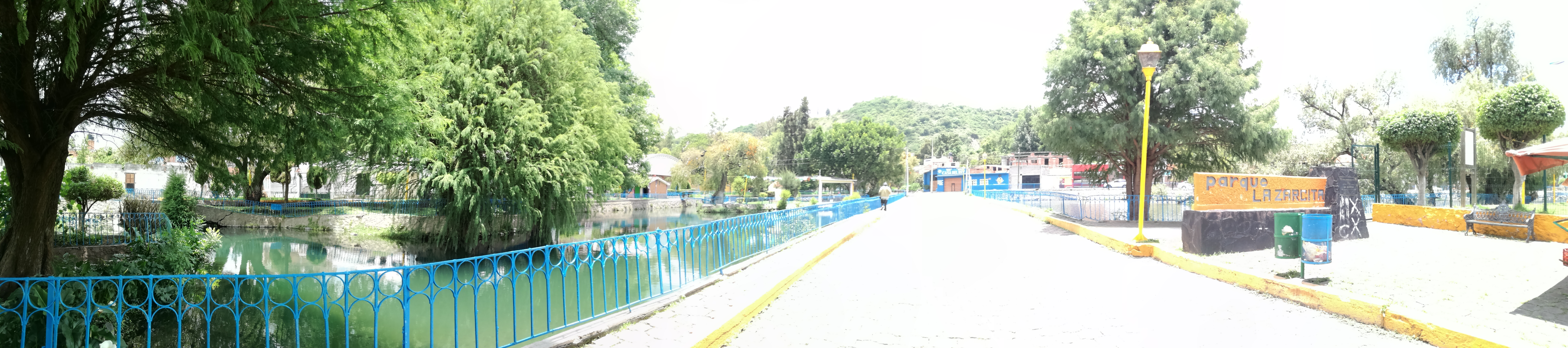
Parque La Zarcita.

Interior del Parque La Zarcita.

Zacapu, antes que Tzintzuntzan, fue el principal centro ceremonial y religioso del floreciente imperio purhépecha, a donde todos los años venía el monarca reinante para adorar a Curicaveri, bajo su doble aspecto de peña «totémica» y de astro del día y de la luz. En Zacapu residía el supremo sacerdote a quien llamaban Petámuti (‘el sabio’), ante el cual se postraba el monarca en su peregrinación anual desde Tzintzuntzan hasta la Crucita, zona arqueológica entre cuyos vestigios se pueden apreciar los palacios del Rey y de la Reina, el castillo, los enormes basamentos de las yácatas de Tucup-Achá y de Querenda-Angapeti. En el «mal país negro» (Las Iglesias), aún se puede identificar la pirámide de los trece tronos, el palacio de las vírgenes consagradas al Sol, así como los restos de innumerables yácatas, casas, baños, etc. Estas ruinas están enclavadas en una zona de difícil acceso, formada por piedras volcánicas, que llega hasta Villa Jiménez. El centro más importante, residencia de los sacerdotes y de los caciques, se localiza en el cerro de la Crucita que presenta, al noroeste de la actual ciudad de Zacapu, una vertiente escalonada en la que fácilmente se distinguen numerosos «balcones», comparables, aunque en escala más reducida, a los incas, en la región de los Andes.

### Época colonial
Los purhépechas fueron conquistados en 1522 por Cristóbal de Olid, lugarteniente de Cortés. En 1541, la encomienda de Zacapu fue entregada a Gonzalo Dávalos, quien había participado en la conquista de Jalisco. La encomienda tenía 9 barrios, 316 casas y 1480 personas. Pagaban un tributo anual de 230 pesos de oro y 1200 fanegas de maíz. Medía 9 leguas de largo por 3 de ancho y enmarcaba dentro de sus linderos varios cerros pedregosos y una laguna. La crueldad de Nuño de Guzmán se había remontado y, desde la sierra, hostilizaban constantemente a los españoles.

### Fundación de la actual ciudad de Zacapu
Refieren las crónicas que por el año 1548, fray Jacobo Daciano caminaba de Cherán rumbo a la encomienda de Zacapu, acompañado de una comitiva de indígenas. Les anocheció en el bosque, muy cerca del lago y acamparon ahí. Al amanecer, fray Jacobo Daciano llamó a todos y les dijo que era voluntad de Dios que en ese lugar se construyera una iglesia; los indígenas desmontaron el sitio, abrieron cimientos y se tiró el cordel para iniciar la construcción. Después trazaron calles, ubicando la plaza, el «tianguis» y la casa real. Así nació lo que ahora es la ciudad de Zacapu. Ello debió ocurrir el 29 de junio de 1548, ya que Zacapu fue encomendada al patrocinio del Apóstol San Pedro y por muchos años se usó el nombre de ese santo para designar la parte de la ciudad donde se encuentra el templo parroquial, dedicado ahora a Señora Santa Ana.

### México Independiente
En 1814, en el islote de Jaujilla se establece una Junta de Gobierno Insurgente. De 1829 a 1844, don Eustaquio Arias lucha por el federalismo. El 10 de diciembre de 1831, Zacapu se constituye como municipio. 

## Demografía
En 2020 la población total del municipio de Zacapu es de 76 829 habitantes, lo que representa un crecimiento promedio de 0.46 % anual en el período 2010-2020 sobre la base de los 73 455 habitantes registrados en el censo anterior. Al año 2020 la densidad del municipio era de 169 hab/km².
| Gráfica de evolución demográfica de Municipio de Zacapu entre 2000 y 2020 |
|                                                                           |
| Fuente: Instituto Nacional de Estadística Geografía e Informática         |

En el año 2010 estaba clasificado como un municipio de grado muy bajo de vulnerabilidad social, con el 6.94 % de su población en estado de pobreza extrema.
La población del municipio está mayoritariamente alfabetizada (6.58 % de personas mayores de 15 años analfabetas al año 2010) con un grado de escolarización en torno de los 8 años. El 2.79 % de la población se reconoce como indígena.

### Localidades

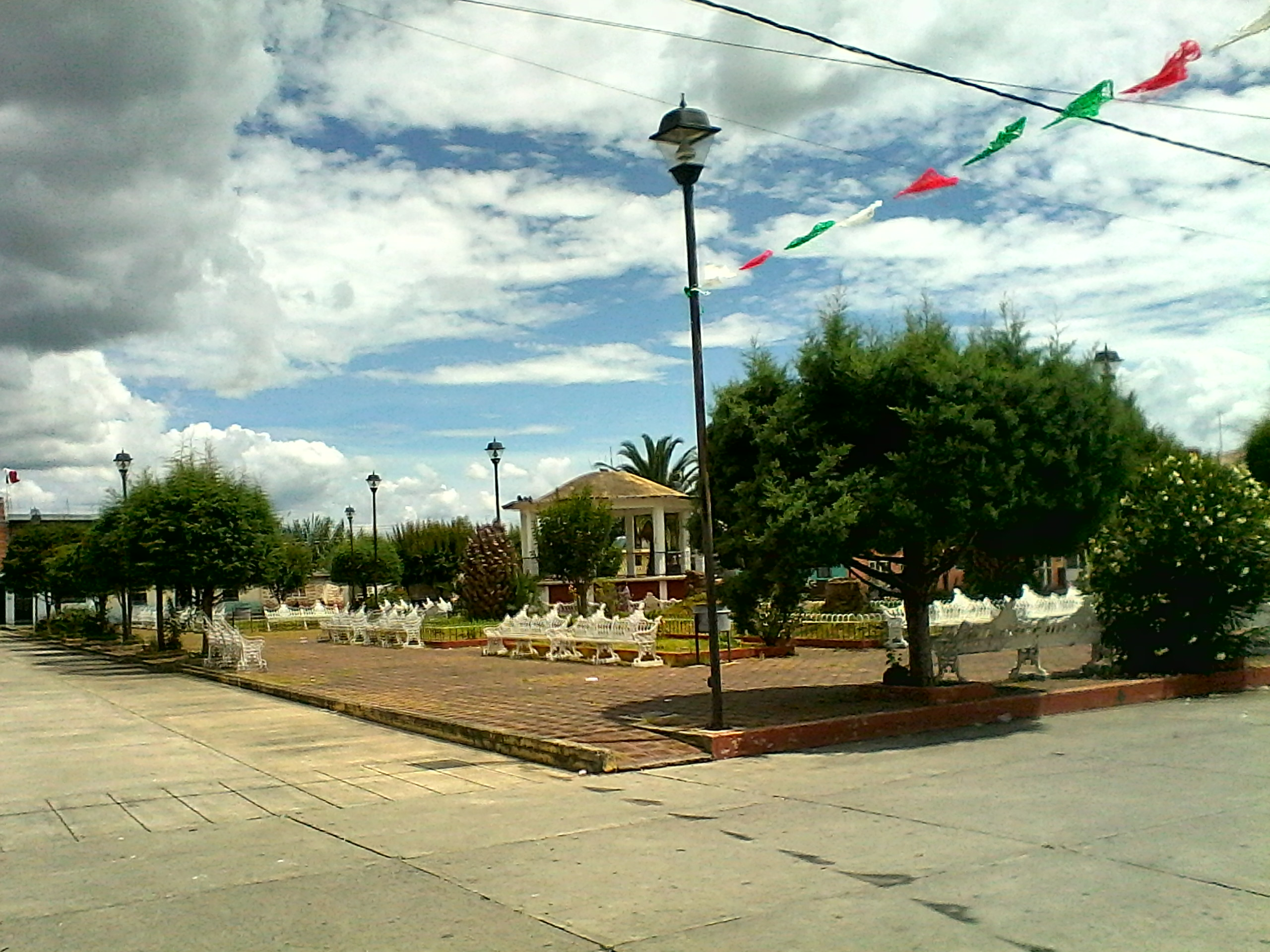
Plaza principal de la comunidad de Cantabria.

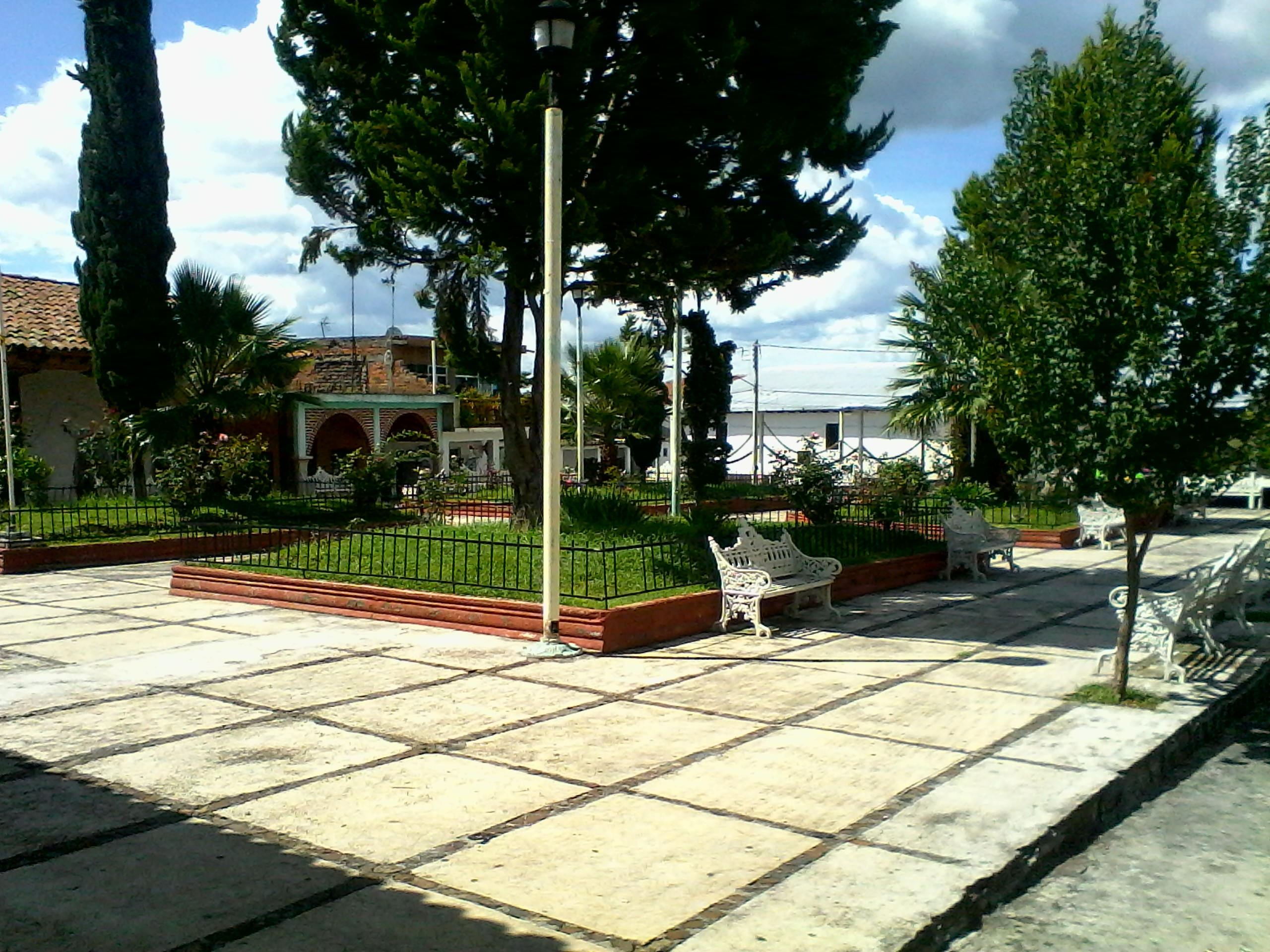
Plaza principal de la comunidad de Tarejero.

En el censo de 2020 el municipio de Zacapu contaba con 50 localidades.
| Código INEGI      | Localidad             | Población (2020) |
| ----------------- | --------------------- | ---------------- |
| 161070001         | Zacapu                | 55 287           |
| 161070025         | Tiríndaro             | 3 448            |
| 161070020         | Naranja de Tapia      | 3 243            |
| 161070007         | Cantabria             | 2 066            |
| 161070024         | Tarejero              | 1 493            |
| 161070021         | El Pueblito           | 1 170            |
| 161070013         | Colonia Eréndira      | 1 054            |
| 161070022         | San Antonio Tariácuri | 1 013            |
| Otras localidades | Otras localidades     | 8 055            |
| Total municipal   | Total municipal       | 76 829           |

## Vías de comunicación
El municipio se encuentra comunicado principalmente:
- por la carretera federal n.º 15 México-Nogales, sub-tramo Morelia-Guadalajara;
- por la carretera estatal Zacapu-Puruándiro;
- por la vía de FFCC Pénjamo-L. Cárdenas, sub-tramo Pénjamo-Ajuno;
- en la central de autobuses de Zacapu, donde llegan líneas de autobuses foráneos.

Se destaca el Aeródromo de Zacapu, actualmente inoperativo pero con capacidad de recibir aeronaves de 30 pasajeros. == Economía ==
Es una de las actividades preponderantes del municipio, siendo sus principales cultivos el maíz, janamargo, garbanzo, y alfalfa. Se cría principalmente ganado bovino, porcino, caprino y ovino.
Se cuenta con varias industrias establecidas que fabrican principalmente celofán y los derivados de éste, alimentos envasados como leche, productos de madera, muebles y productos papeleros.

## Turismo
El municipio presenta diferentes áreas naturales relevantes para el turismo, tales como: la Laguna de Zacapu, La Zarcita, El parque ejidal de la Angostura, Laguna de Naranja de Tapia, La zona arqueológica de las Iglesias, la región boscosa del cerro del Tecolote y La Crucita.
En cuanto a patrimonio histórico, se pueden visitar el fuerte de Jaujilla, la Parroquia de Santa Ana, el Templo de Naranja, el Reventón, los Petrograbados, las yácatas prehispánicas, el Santuario de la Virgen de Guadalupe, la capilla de San Juan Bautista y el convento franciscano del siglo XVI.

## Servicios públicos
- Educación: Cuenta con planteles de estudios superiores como el Centro Universitario del Valle de Zacapu, el Centro de Estudios Superiores de las Culturas, la Universidad Pedagógica Nacional y también con la Universidad Vasco De Quiroga Sede Zacapu.

- Salud: La demanda de servicios médicos de la población es atendida por organismos oficiales y privados como son: Hospital General de Zona del IMSS, Hospital Regional, Clínicas del ISSSTE y Centros de Salud, Clínica de San Vicente de Paul, Cruz Roja, Rescate y Bomberos, consultorios y clínicas privadas.

## Presidentes municipales
- 1938 Alejandro Juares Nieto
- 1940 Luis Enrique Ambriz Flores
- 1940 Enrique Velázquez
- 1941 Ezequiel de la Cruz
- 1942 Ricardo Sánchez Orozco
- 1943 Leonardo Peña
- 1943 Otilio Rodríguez
- 1944 José Ortega
- 1944 José Ciprés García
- 1945 Hernan Ciprés García
- 1945-1946 Alfonso Gutiérrez Guzmán
- 1947 Dr. Teodoro Gómez
- 1948 Delfino Rivera Martínez
- 1949 José Alcaraz Verduzco
- 1950 Alberto Verduzco Campos
- 1950 José González Becerril
- 1950 Gabriel Campos
- 1951 Teniente coronel Cándido Rangel
- 1952-1953 Teniente coronel Víctor Salcedo Espinoza
- 1954-1955 Lic. Ernesto Reyes Rodríguez
- 1955 Fidel Mora Pérez
- 1956-1957 Profr. José Ambriz Castillo
- 1958 Marciano Viveros Álvarez
- 1959 Emilio Ambriz Cruz
- 1959 Adolfo Calderón
- 1960-1962 Javier González Talavera
- 1962 J. Jesús Rodríguez
- 1962 Baltazar González Rodríguez
- 1963-1965 Luis Salceda Heredia
- 1966-1968 José Arredondo Magaña
- 1968 Benigno García Juárez
- 1969-1971 Ricardo Mora Bañales
- 1971 Lic. Carlos Arroyo Carrillo
- 1972-1974 Profr. Leopoldo Hernández Cruz
- 1975-1977 Dr. Epigmenio Cuellar González
- 1978-1980 Flor Orozco García
- 1981 Lic. José Chávez Ruíz
- 1981-1983 Lorenzo Martínez Gómez
- 1984-1986 J. Socorro Rodríguez Vera
- 1987-1989 Lic. Ezequiel de la Cruz Pérez
- 1990-1992 Profr. Martín Orozco Rodríguez
- 1993-1995 Dr. Gonzalo de la Cruz Elvira
- 1996-1998 Profr. Raymundo Juárez Tapia
- 1999-2001 Mario Magaña Juárez
- 2002-2004 Samuel Campos Ávila
- 2005-2007 Javier García Cervantes
- 2008-2011 Antonio Ascencio Rodríguez
- 2012-2015 Alejandro Tejeda López
- 2015-2018 Gerardo  Torres Ochoa
- 2018-2021 Luis Felipe León Balbanera
- 2021-2024 Luis Felipe León Balbanera
- 2024-2027 Mónica Valdez Pulido

## Personas destacadas
- Juan B. Guido. Poeta (1872-1939). Considerado uno de los poetas de transición entre los siglo XIX y el inicio del XX. En 1959 se compila parte de su obra en el poemario Brumas y Lampos, misma que fue reeditada en el año 2000. Uno de los pocos poetas michoacanos inscritos en el movimiento Modernista. La Biblioteca Pública Municipal, fundada el 13 de julio de 1959 lleva su nombre en su honor.
- Primo Tapia de la Cruz. Líder sindical (1885-1926). Nacido en Naranja el 9 de junio de 1885. Formó un sindicato de comunidades agrarias contra la corriente de los terratenientes. Fue asesinado en la comunidad de Chirimoyo, municipio de Coeneo el 27 de abril de 1926.